# Alfred Reebstein
Alfred Reebstein (* 11. Dezember 1882 in Pforzheim; † 1. April 1974 in Ulm) war ein deutscher Bauingenieur und Anthroposoph.

## Leben und Werk
Alfred Reebstein, Sohn eines Übersee-Kaufmanns, war der älteste von vier Brüdern. Er wuchs in Brötzingen auf und besuchte die Oberrealschule in Pforzheim. Danach studierte er Bauingenieurwesen an der Technischen Hochschule Karlsruhe und in Berlin bis 1908. Seit 1901 gehörte er der Karlsruher Burschenschaft Teutonia an. Nach dem Studium trat er in den badischen Staatsdienst ein. Er wurde 1912 Regierungsbaumeister und war nach 1912 Dozent an der Technischen Hochschule Karlsruhe. Später übernahm er das Referat für Brückenbau an der Staatlichen Schule für Brückenbau.
Über Wilhelm Selling besuchte er 1906 einen Zweigvortrag von Rudolf Steiner und wurde im selben Jahr Mitglied der Deutschen Sektion der Theosophischen Gesellschaft. Reebstein organisierte Vorträge in Pforzheim, unter anderem mit Rudolf Steiner und Michael Bauer, und gründete 1908 einen Zweig. 1919 setzte er sich für die Soziale Dreigliederung ein, war Ortsgruppenleiter in Karlsruhe und war als Redner tätig. Bis zum Ausbruch des Zweiten Weltkriegs engagierte er sich in Karlsruhe und Umgebung. In den 1930er Jahren führte er die Geschäftsstelle der Anthroposophischen Gesellschaft in Deutschland. 1935 wurde eine anthroposophische Bibliothek beschlagnahmt. 1946 begründete er den Zweig Karlsruhe neu. 1964 zog er mit seiner Familie nach Ulm, wo sie sich im dortigen Zweig und in der dortigen Schule engagierten.